# Maurice Piot
Maurice Fernand Piot (* 14. Juli 1912 in Saint-Quentin; † 22. Mai 1996 in Paris) war ein französischer Säbelfechter.

## Erfolge
Maurice Piot wurde 1950 in Monte Carlo mit der Mannschaft Vizeweltmeister. Er nahm zwei Jahre darauf an den Olympischen Spielen 1952 in Helsinki teil, bei denen er mit der Mannschaft hinter Ungarn und Italien den dritten Platz belegte. Mit Jacques Lefèvre, Jean Levavasseur, Bernard Morel, Jean Laroyenne und Jean-François Tournon erhielt er somit die Bronzemedaille.
Sein Onkel Jean Piot war ebenfalls Fechter, der 1932 zweifacher Olympiasieger wurde.